# Friedrich Haase (Tischtennisspieler)
Friedrich Haase (* 2. November 1943) ist ein ehemaliger deutscher Tischtennisspieler.  Er nahm an der Weltmeisterschaft 1969 teil.

## Werdegang
Haase spielte stets beim Verein SSV Reutlingen 05, mit dessen Herrenmannschaft er von 1966 bis 1969 die Süddeutsche Meisterschaft gewann. Bei den Nationalen Deutschen Meisterschaften wurde er 1967 im Doppel mit Heinz Harst Dritter.
1969 wurde er für die Individualwettbewerbe der Weltmeisterschaft in München nominiert. Hier besiegte er im Einzel den Inder Gudalore Jagannath und schied danach in der Runde der letzten 32 gegen Sugeng Utomo Soewindo (Indonesien) aus.
Später erreichte Haase in Seniorenturnieren noch zahlreiche Erfolge. So wurde der bei den Senioren-Einzelmeisterschaften von Württemberg-Hohenzollern 2005 in der Altersklasse Ü60 Dritter im Einzel und Zweiter im Doppel mit Manfred Grumbach. Mit dem gleichen Doppelpartner holte er bei der Senioren-WM 2008 in der Klasse Ü65 Bronze. Von 2006 bis 2010 wurde er fünf Mal in Folge mit dem SSV Reutlingen Württembergischer Mannschaftsmeister S60.

## Privat
Haase ist von Beruf Architekt. Er ist verheiratet.

## Turnierergebnisse
| Verband | Veranstaltung     | Jahr | Ort     | Land | Einzel    | Doppel    | Mixed | Team |
| ------- | ----------------- | ---- | ------- | ---- | --------- | --------- | ----- | ---- |
| FRG     | Weltmeisterschaft | 1969 | München | FRG  | letzte 32 | letzte 64 | Qual  |      |